# Ficus crescentioides
Ficus crescentioides är en mullbärsväxtart som beskrevs av Bur.. Ficus crescentioides ingår i släktet fikonsläktet, och familjen mullbärsväxter. Inga underarter finns listade i Catalogue of Life.